# 인도네시아 국민영웅

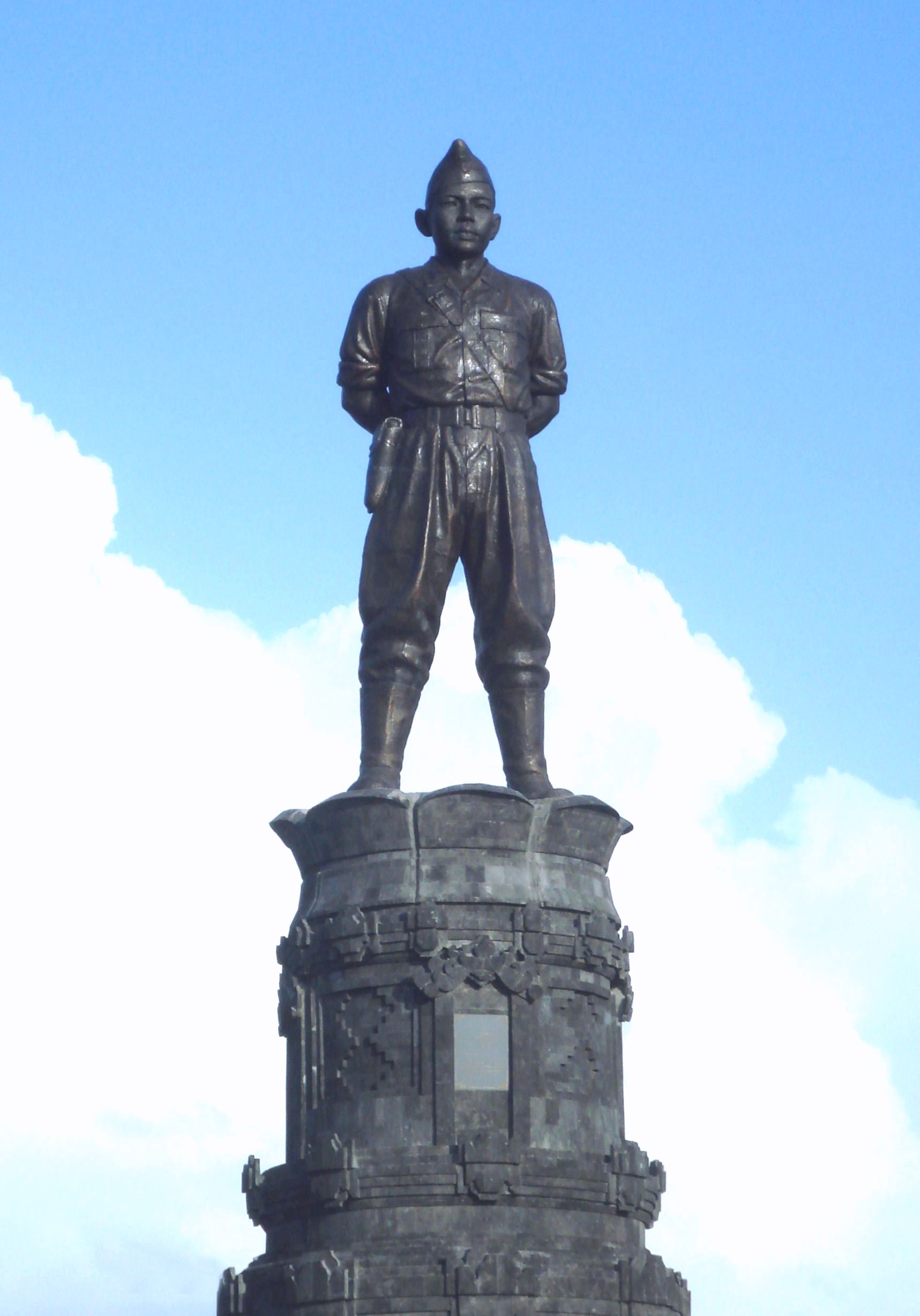
국민영웅 중 하나인 발리의 이 구스티 응우라 라이의 동상.

인도네시아 국민영웅(인도네시아어: Gelar Pahlawan Nasional Indonesia 글라르 팔라완 나시오날 인도네시아[*])은 인도네시아 정부에서 인도네시아의 독립이나 발전에 크게 기여한 인물을 뽑아 수여하는 명예로운 칭호이다. 과거의 역사적인 위인에 대해서도 주어지므로 17세기의 술탄 아궁이나 이스칸다르 무다와 같은 고전 영웅들부터 수카르노 등 현대의 인물까지 광범위하게 포함한다.

## 배경
인도네시아 국민영웅을 선정하는 작업은 초대 인도네시아 대통령인 수카르노 시대부터 시작하였다. 최초로 국민영웅으로 선정된 인물은 1959년 8월 30일의 압둘 무이스였다. 2009년 초까지 총 143명의 인물이 국민영웅으로 선정되어 있다.
국민영웅에는 다음과 같은 네 가지 유형이 있다.
1. 국가 독립 영웅 - 수카르노 시대의 칭호.
2. 국민영웅 - 수하르토 시대 초부터 현재까지 사용된 일반적인 칭호.
3. 독립선언 영웅 - 인도네시아의 독립을 선언한 수카르노와 모하맛 하타에게 주어진 칭호.
4. 혁명 영웅 - 1965년 9월 30일 사건의 희생자들에게 주어진 칭호.

## 국민영웅 목록
- 압둘 하리스 나수티온(1918년-2000년) : 인도네시아 독립전쟁의 지도자
- 압둘 할림(1911년-1988년) : 중앙 인도네시아 국가 위원회의 위원이자 인도네시아의 네 번째 총리.
- 압둘 무이스(1883년-1959년) : 작가, 저널리스트
- 압둘 카디르 라덴 투믕궁 스티아 팔라완(1771년-1875년) : 보르네오섬에서 네덜란드 식민주의자들과 싸운 인물.
- 압둘라만 살레(1909년-1947년) : 인도네시아 독립전쟁에서 자신의 비행기에서 죽은 인물.
- 악맛 리파이[3]
- 악맛 수바르조(1896년-1978년) : 전 외무부 장관.
- 아담 말릭(1917년-1984년) : 전 부통령, 전 국제 연합 총회 의장.
- 아드난 카파우 가니(1905년-?) : 인도네시아 독립전쟁에서 네덜란드군과 싸운 인물.
- 아긍 티르타야사(1631년-1683년) : 반튼 술탄국의 술탄이자 네덜란드의 반튼 무역을 저지한 인물. 감옥에서 사망.
- 아구스 살림(1884년-1954년) : 공화국 초기의 정치인.
- 아구스티누스 아디수칩토(1916년-1947년) : 인도네시아 독립전쟁 기간 중의 인도네시아 공군 참모총장.
- 아맛 달란(1868년-1934년) : 모스크의 설교자.
- 아맛 야니(1922년-1965년) : 9월 30일 사건에서 죽은 장군.
- 알리민 빈 프라위로디르조(1889년-1964년) : 부디 우토모, 인도네시아 제헌의회 등에서 활동한 정치인.
- 아미르 함자(1911년-1946년) : 인도네시아 독립전쟁에서 살해된 시인.
- 이다 아낙 아궁 그데 아궁(1921년-1999년) : 정치인이자 전 장관. 네덜란드-인도네시아 원탁회의의 대표.
- 안디 압둘라 바우 마세프(1918년-1947년) : 인도네시아 독립전쟁에서 싸운 인물이며 술라웨시섬에서 처형됨.
- 안디 제마(1901년-1965년) : 인도네시아 독립전쟁에서 싸운 인물.
- 안디 마파뉴키[3](1885년-1967년) : 네덜란드에 협력을 거부하여 퇴위된 인물.
- 안디 술탄 다엥 라자[4](1894년-1957년) : 인도네시아 독립 준비 조사 위원회의 위원.
- 안타사리 왕자(1809년-1892년) : 보르네오섬 반자르 술탄국의 왕족으로 반 네덜란드 투쟁을 이끈 인물.
- 아리 프레데릭 라숫(1918년-1949년) : 지질학자이며 인도네시아 광업 활동에 대한 세부 정보를 밝히길 거부하여 네덜란드에 의해 사살됨.
- 바긴도 아지즈한(1910년-1947년) : 파당의 시장. 네덜란드에 대항해서 싸움.
- 바수키 라맛(1921년-1968년)
- 틍쿠 칙 디 티로(1836년-1891년) : 아체 전쟁에 참가하여 네덜란드에 대항해 싸움.
- 춧 냑 딘(1850년-1908년) : 남편 트쿠 우마르가 죽은 후에도 아체 전쟁에서 계속하여 네덜란드에 대항함.
- 춧 냑 므티아(1870년-1910년) : 아체 전쟁에서 네덜란드군과 싸우다 죽음.
- 데위 사르티카(1884년-1947년) : 동인도 지역의 여성 교육 발전에 힘쓴 인물.
- 디파느가라 왕자(1785년-1855년) : 디파느가라 전쟁을 이끈 욕야카르타 술탄국의 왕자.
- 자티쿠수모(1917년-1992년) : 인도네시아 독립전쟁 기간에 전투에 참가한 인물.
- 주안다 카르타위자야(1911년-1963년) : 인도네시아 공화국 혁명정부 기간 인도네시아의 총리.
- 에르너스트 다우어스 데커르(1879년-1950년) : 동인도계 네덜란드인. 저널리스트이자 독립운동가.
- 파크루딘(1890년-1929년) : 동인도 순례자들의 처우 개선을 위해 메카로 보내진 인물.
- 파트마와티(1923년-1980년) : 수카르노의 부인.
- 페르디난트 룸반토빙(1899년-1962년) : 의사. 게릴라. 전 장관.
- 프란스 카이시포(1921년-1979년) : 서뉴기니 지역에 '이리안(Irian)'이라는 명칭을 제안한 인물.
- 가톳 수브로토(1907년-1962년) : 인도네시아 독립전쟁에서 싸운 인물.
- 가톳 망쿠프라자[3](1898년-1968년) : 1929년 네덜란드에 의해 옥살이를 함. 나중에 인도네시아 육군이 된 인도네시아 향토방위의용군(일본어: 郷土防衛義勇軍 교도보에이기유군[*], 인도네시아어: Pembela Tanah Air) 창설을 제안한 인물.
- 할림 프르다나 쿠수마(1922년-1947년) : 인도네시아 공군 창설에 일조한 인물. 비행기 사고로 사망.
- 하멩쿠부워노 9세(1912년-1988년) : 하멩쿠부워노 술탄가의 9대 군주. 욕야카르타의 술탄.
- 하룬 토히르(1947년-1968년) : 콘프론타시 기간의 병사.
- 마스 티르토다르모 하료노(1924년-1965년) : 9월 30일 사건에서 죽은 장군.
- 하산 바스리(1923년-1984년)
- 고와의 하사누딘(1631년-1670년) : 고와 술탄국의 군주.
- 하심 아시아리(1875년-1947년) : 나들라툴 울라마의 창립자.
- 모하맛 하타(1902년-1980년) : 전 총리, 전 부통령.
- 하자이린(1906년-1975년) : 전 내무부 장관.
- 헤르만 요하너스(1912년-1992년) : 가자마다 대학교의 교수, 학자, 정치인.
- 슬라멧 리야디(1927년-1951년) : 인도네시아를 점령한 일본 제국과 네덜란드 양쪽에 대항해 싸운 인물.
- 일랴스 야쿱(1903년-1958년) : 네덜란드령 동인도의 식민 지배에 항거하는 기사를 씀. 식민 정부에 의해 투옥 및 추방당함.
- 투안쿠 이맘 본졸(1772년-1864년) : 네덜란드에 항거한 수마트라섬의 종교 지도자.
- 이스칸다르 무다(1593년-1636년) : 아체 술탄국의 전성기 술탄.
- 이스마일 마르주키[3](1914년-1958년) : 음악가.
- 이스와휴디(1918년-1947년) : 인도네시아 공군으로 무기를 밀수하려다 사살됨.
- 이와 쿠수마수만트리(1899년-1971년) : 네덜란드령 동인도 식민에 비판적인 신문 《마타하리 인도네시아》를 창간함.
- 이작 후루 도코(1913년-1985년) : 인도네시아 합중국 창설에 반대함.
- 존 리(1911년-1998년) : 인도네시아 독립전쟁 기간의 해군 장교.
- 파티무라(1783년-1817년) : 네덜란드 동인도회사에 대항한 말루쿠 제도의 기독교도.
- 빌헬뮈스 자카리아 요하너스(1895년-1952년) : 인도네시아 최초의 방사선 전문의.
- 카렐 삿수잇 투분[5](1923년-1965년) : 9월 30일 사건에서 죽음.
- 키라스 방운(1854년-1942년) : 네덜란드령 동인도 식민정부에 대항해 싸움.
- 카르티니(1879년-1904년) : 동인도의 여권운동가.
- 카탐소 다르모쿠수모(1923년-1965년) : 9월 30일 사건에서 죽은 장군.
- 이 구스티 크툿 즐란틱(?-1849년) : 발리섬의 독립운동가.
- 키 하자르 데완타라(1889년-1959년) : 교육자. 타만 시스와를 만든 인물.
- 쿠수마 아트마자(1898년-1952년) : 독립 지도자들에게 집의 사용을 허용했으며, 인도네시아 대법원에서 봉직.
- 라 마두켈렝[6](1700년-1765년) : 술라웨시의 지방 군주로서 네덜란드 동인도회사와 맞섬.
- 망쿠느가라 1세(1725년-1795년) : 제3차 자와 전쟁에서 핵심 인물로 활약했으며, 네덜란드 동인도회사에 맞선 인물.
- 마리아 왈란다 마라미스(1872년-1924년) : 여학교를 많이 설립하여 여성 교육의 확대에 힘씀.
- 마르타 흐리스티나 티아하후(1800년-1818년) : 10대 독립 투사.
- 라덴 에디 마르타디나타(1921년-1966년) : 인도네시아 독립전쟁 기간의 해군 참모총장.
- 마르튼 인데이(1912년-1986년) : 인도네시아 독립 후에도 네덜란드령으로 잔존하였던 서파푸아 지역을 인도네시아로 편입되도록 투쟁한 인물.
- 마스쿤 수마디르자[3](1907년-1986년) : 과거 독립운동가들의 권리를 위해 노력한 인물.
- 마스 만수르(1896년-1946년) : 마슈미 당의 공동창립자 중 하나이며 네덜란드 정부에 의해 투옥되어 옥중 사망.
- 무스토포(?-1986년) : 인도네시아 독립전쟁에서 싸운 인물.
- 모하맛 낫시르(1908년-1993년) : 중앙 인도네시아 국가 위원회 위원이며 마슈미 당 당원.
- 무와르디(1907년-1948년) : 의사, 시민군.
- 나니 와르타보네[7](1907년-1986년) : 술라웨시섬에서 1942년 인도네시아 독립을 선언하였으며 일본과 네덜란드 양쪽 모두에게 체포됨.
- 누르 알리(1914년-1992년) : 이슬람 활동가이며 네덜란드 식민에 대항해 싸움.
- 이 구스티 응우라 라이(1917년-1946년) : 발리섬의 독립운동가이며 인도네시아 독립전쟁 기간에 사살됨.
- 누쿠 무하맛 아미루딘(1738년-1805년) : 스람섬과 티도레섬에서 네덜란드 동인도회사에 저항함.
- 냐이 아맛 달란(1872년-1946년) : 아맛 달란의 배우자로 여권운동에 힘쓴 인물.
- 트쿠 냑 아립(1899년-1946년) : 아체 지역의 독립운동가.
- 니 아긍 스랑(1752년-1828년) : 네덜란드 동인도회사에 맞서 싸운 게릴라 지도자.
- 오토 이스칸다르 디 나타(1897년-1945년) : 부디 우토모의 회원이자 인도네시아 육군 창설에 기여한 인물.
- 오푸 다엥 리사주[8](1880년-1964년) : 술라웨시섬에서의 정치적 활동으로 네덜란드 식민정부에 의해 투옥됨.
- 파종아 다엥 응알레[9](1901년-1958년) : 마카사르에서 네덜란드군을 공격한 시민군을 창설하고 이끎.
- 파쿠부워노 4세(1807년-1849년) : 네덜란드 동인도회사에 항복하는 것을 거부한 자와의 군주.
- 도날트 이자퀴스 판자이탄[10](1925년-1965년) : 9월 30일 사건에서 죽은 장군.
- 퐁 티쿠(1846년-1907년) : 술라웨시섬에서 네덜란드령 동인도 정부와 싸우다 전사.
- 라자 알리 하지[3](1808년-1873년) : 언어학자.
- 시스원도 파르만(1918년-1965년) : 9월 30일 사건에서 죽은 장군.
- 피에르 안드레아스 텐데안(1939년-1965년) : 9월 30일 사건에서 죽음.
- 라딘 인튼 2세(1834년-1856년) : 수마트라섬에서 네덜란드 식민 정부에 항거함.
- 티르토 아디 수료(1880년-1918년) : 선구적인 저널리스트.
- 수로소(1893년-1981년) : 사레캇 이슬람의 활동가, 전 장관.
- 수료프라노토(1871년-1959년) : 노동자의 권리를 위해 헌신한 인물.
- 라자 하지 피사빌릴라(1727년-1784년) : 네덜란드 동인도회사 해군의 봉쇄에 11개월 간 저항하였으며 결국 사살됨.
- 랑공 다엥 로모[11](1915년-1947년) : 술라웨시섬의 시민군 지도자이며 인도네시아 독립전쟁 기간에 죽음.
- 라수나 사잇(1910년-1965년) : 연설가, 여권운동가.
- 로버르트 볼터르 몽이시디(1925년-1949년) : 인도네시아 독립전쟁에서 적극적으로 싸웠으며 이 기간에 죽음.
- 사하르조(1909년-1963년) : 전 법무부 장관.
- 삼 라툴랑이(1890년-1949년) : 술라웨시섬의 미나하사인(Minahasa人) 정치가.
- 사만후디(1878년-1956년) : 사레캇 이슬람의 전신을 만든 인물.
- 실라스 파파레[12](1918년-1978년) : 서뉴기니 지역의 인도네시아 합병을 위한 운동을 벌임.
- 시싱아망아라자 12세(1849년-1907년) : 바탁인들의 왕이며 수마트라섬에서 네덜란드 식민 정부에 항거함.
- 시티 하르티나(1923년-1996년) : 수하르토의 배우자.
- 수포모(1903년-1958년) : 인도네시아 헌법의 제정에 주요한 기여를 함.
- 수프랍토(1920년-1965년) : 9월 30일 사건에서 죽은 장군.
- 수디르만(1916년-1950년) : 인도네시아 독립전쟁 기간의 육군 사령관.
- 수기오노(1926년-1965년) : 9월 30일 사건에서 죽음.
- 알베르투스 수기야프라나타(1896년-1963년) : 최초의 인도네시아인 대주교.
- 수하르소(1912년-1971년) : 의사, 장애인 권리 운동가.
- 수카르조 위료프라노토(1903년-1962년) : 저널리스트. 동인도인들의 정치적 권리를 위해 싸움.
- 수카르노(1901년-1970년) : 초대 대통령.
- 술탄 아궁(1591년-1645년) : 마타람 술탄국의 술탄.
- 샤립 카심 2세(1893년-1968년) : 동인도 식민 정부에 항거한 시악의 술탄이며 인도네시아 독립전쟁을 정신적, 물적으로 후원함.
- 마뭇 바다루딘 2세(1767년-1852년) : 팔렘방 술탄국의 술탄으로 식민주의자들에게 맞섬.
- 수페노[13](1916년-1949년) : 네덜란드령 동인도 식민정부에 대항한 게릴라 투사.
- 수프리야디(1923년-1945년?) : 블리타르에서 일본 제국의 동인도 점령에 항거해 반란을 일으킴.
- 아리오 수료(1895년-1948년) : 수라바야 전투에 참가함.
- 수탄 샤리르(1909년-1966년) : 민족주의자, 전 총리.
- 수토요 시스워미하르조(1922년-1965년) : 9월 30일 사건에서 죽은 장군.
- 수토모 (의사)(1888년-1938년) : 부디 우토모의 창건에 기여.
- 수토모(1920년-1981년) : 수라바야 전투에 참가한 혁명군 지도자.
- 셱 유숩 타줄 할와티(1626년-1699년) : 이슬람 교사이며 반튼의 네덜란드 동인도회사에 항거하여 스리랑카로 추방됨.
- 탄 말라카(1894년-1949년) : 민족주의자.
- 트쿠 우마르(1854년-1899년) : 아체 전쟁에서 네덜란드군에 대항해 싸움.
- 타하 샤이푸딘(1816년-1904년) : 수마트라의 잠비에서 네덜란드 식민 정부에 대항해 싸움.
- 모하맛 후스니 탐린(1894년-1941년) : 네덜란드령 동인도 치하에서 '인도네시아'라는 명칭의 사용을 위해 투쟁함.
- 칩토 망운쿠수모(1886년-1943년) : 수카르노의 정치적 스승이자 민족 독립 지도자.
- 초크로아미노토(1883년-1934년) : 사레캇 이슬람의 지도자.
- 투안쿠 탐부사이(1784년-1882년) : 파드리 전쟁에서 싸움.
- 운퉁 수라파티(1660년-1706년) : 반 동인도회사 활동가.
- 우립 수모하르조(1893년-1948년) : 인도네시아 육군의 창립자 중 한 명.
- 우스만 자나틴(1943년-1968년) : 콘프론타시 기간의 군사적 영웅.
- 루돌프 수프라트만(1903년-1938년) : 인도네시아의 국가 작곡가.
- 와힛 하심(1914년-1953년) : 마슈미 당의 창립자 중 하나이며 나들라툴 울라마를 이끎.
- 와히딘 수디로후소도(1852년-1917년) : 부디 우토모의 주요 인물 중 하나.
- 모하맛 야민(1903년-1962년) : 인도네시아 헌법 제정에 주요한 역할을 한 인물. 작가.
- 요스 수다르소(1925년-1962년) : 해군 참모차장을 역임.
- 자이날 무스타파(1907년-1944년) : 일본 제국 점령기 노무자(勞務者, 로무샤)의 권리를 위해 싸움.
- 자이눌 아리핀(1909년-1963년) : 시민군 지도자.

## 참고 문헌
- Mutiara Sumber Widya (publisher)(1999) Album Pahlawan Bangsa, Jakarta
- Sudarmanto, Y.B. (1996) Jejak-Jejak Pahlawan dari Sultan Agung hingga Syekh Yusuf, Penerbit Grasindo, Jakarta ISBN 979-553-111-5
- Winda, D.A (Ed) (2009) Profil 143 Pahlawan Indonesia, Pustaka Timur, Jakarta, ISBN 979-3837-31-4